# Nephelium topengii
Nephelium topengii är en kinesträdsväxtart som först beskrevs av Elmer Drew Merrill, och fick sitt nu gällande namn av Hsien Shui Lo. Nephelium topengii ingår i släktet Nephelium och familjen kinesträdsväxter. Inga underarter finns listade i Catalogue of Life.